# 美容師国家試験
美容師国家試験（びようしこっかしけん）とは、業務独占資格である美容師免許を取得するための国家試験である。

## 受験資格
厚生労働省が指定する美容師養成施設で、昼間及び夜間課程は2年・通信課程は3年以上修学し、必要な学科・技能を修めた者。修学後の実地訓練（インターン）については平成10年に廃止された。

## 試験
厚生労働省が指定した試験機関である公益財団法人理容師美容師試験研修センターにより実施されている。同法人が定めた受験地（養成施設等）において、学科は3月と9月の2回、実技は1月と8月の2回において行われる。

### 試験科目
筆記
1. 関係法規・制度
2. 衛生管理
3. 美容保健
4. 香粧品化学
5. 美容技術理論
6. 美容文化論
7. 運営管理

実技
1. 第1課題　レイヤーカッティング（2010年夏の試験まではグラデーションボブ）
2. 第2課題　ワインディング、オールウェーブセッティングのうちいずれか（2010年夏の試験まではオールパーパス巻きのワインディング、オールウェーブセッティング、ローラーカールの中からいずれか1つ）
3. 美容を行う場合の衛生上の取扱い